# آیاتسوری
آیاتسوری (به لاتین: Ayatsuri) یک منطقهٔ مسکونی در روسیه است که در شهرستان داخادایفسکی واقع شده‌است.